# Alfonso Pinzón
Alfonso Pinzón (nacido el 27 de noviembre de 1972) es un baterista y productor colombiano de metal extremo. Es conocido por su trabajo con las bandas Agony y Día de los Muertos y por crear el Festival del Diablo en Bogotá, Colombia.

## Carrera
Pinzón cofunda la banda colombiana de thrash metal Agony junto a un compañero universitario, el guitarrista Andrés Jaramillo, en 1993. Sus composiciones memorables y su feroz estilo interpretativo en vivo hacen que la banda destaque rápidamente en la escena nacional. Lanzan varios álbumes en Colombia antes de mudarse a Los Ángeles en 1999. En 2005, con Agony en pausa, Pinzón cofunda la banda de metal extremo Día de los Muertos junto a Andrés Jaramillo y el bajista de Body Count, Vincent Price. 
En 2007, Agony se reúne y encabeza el festival Rock al Parque en Bogotá, Colombia. Dos años después, lanzan un nuevo álbum, 'The Devil’s Breath', mezclado por Logan Mader, ex-Machine Head. Presentan el álbum en vivo en Bogotá, abriendo para los legendarios del black metal Venom
Pinzón ha producido la mayoría de las grabaciones de Agony y Día De Los Muertos. También ha producido dos álbumes para la banda estadounidense de black metal Inquisition: *Ominous Doctrines of the Perpetual Mystical Macrocosm* (2011) y *Obscure Verses for the Multiverse* (2013). 
En 2014, Alfonso crea el Festival del Diablo en Colombia, que rápidamente se convierte en el festival de metal más grande del país.
En 2024, Pinzón creó el podcast La Hora del Diablo, descrito como el podcast oficial del Festival del Diablo, uno de los principales eventos de metal en Colombia. El programa aborda diversos temas relacionados con la cultura del rock y metal, incluyendo entrevistas a músicos y personalidades reconocidas de la escena musical colombiana y latinoamericana. Entre sus contenidos se destacan análisis históricos y culturales sobre el género, discusiones sobre la influencia social y política en el desarrollo del metal colombiano, y debates sobre temáticas contemporáneas como la autenticidad artística, la identidad metalera y la evolución del consumo musical.

## Discografía
Con Agony (Baterista/ Productor)
- Agony (1994)
- Live All the Time (1995)
- Millennium (1996)
- Reborn (2002)
- The Devil's Breath (2009)
- Cortejo Fúnebre - Single (originalmente por Masacre, 2011)
Con Dia de los Muertos (Baterista/ Productor)
- Day of the Dead (2005)
- Satanico – Dramatico (2011)
- No Money – No Fiesta (2014)
Con Inquisition (Productor)
- Ominous Doctrines of the Perpetual Mystical Macrocosm (2011)
- Obscure Verses for the Multiverse (2013)